# مجلس النواب الأردني التاسع عشر
مجلس النواب الأردني التاسع عشر (16 نوفمبر 2020 - 25 يوليو 2024) هو المجلس النيابي التاسع عشر منذ اعلان استقلال المملكة الأردنية الهاشمية عام 1947، أُجريت الانتخابات النیابیة للمجلس في 10 نوفمبر 2020 وفق قانون الانتخاب لمجلس النواب لسنة 2016. وبلغ عدد المقاعد 130.
في 10 ديسمبر 2020 بدأ مجلس النواب التاسع عشر، بعقد أولى جلساته، وذلك عقب افتتاح الملك عبدالله الثاني أعمال الدورة غير العادية للمجلس بإلقاء خطاب العرش. ترأس النائب نواف الخوالدة الأكثر أقدمية جلسة أداء القسم، وفقا للنظام الداخلي للمجلس، وساعده أصغر نائبين عمرا وهما عبدالله العدوان ومروة الصعوب.
صدرت الإرادة الملكية في 25 يوليو 2024  بحل المجلس النيابي تمهيدًا لإجراء انتخابات المجلس العشرون في سبتمبر 2024.

## نسبة الإقتراع
أعلنت الهيئة المستقلة للانتخاب عن انتهاء عملية الاقتراع للانتخابات النيابية العامة للمجلس التاسع عشر في تمام الساعة التاسعة مساءً ليوم الثلاثاء الموافق 10 نوفيمبر 2020 حيث بلغت نسبة الاقتراع (29,9٪)  منها (34,12٪) للذكور و(26,11) للإناث، في حين بلغ عدد المقترعين (1,387,711) منهم (749,630) ذكور و(638,081) إناث.

## تركيبة المجلس النيابي
حدث تغيير جذري في شكل المجلس النيابي التاسع عشر، حيث عاد إليه نحو 30 نائبا من المجالس السابقة وبنسبة 22 %، وهي المرة الأولى التي يعود مثل هذا الرقم القليل. خسرت معظم الدوائر الانتخابية ممثليها في المجلس السابق، باستثناء الدائرة الثانية في عمان، التي عاد 75 % من نوابها من المجلس السابق.
غاب عن مجلس النواب التاسع عشر، عدد من النواب الذين لم يحالفهم الحظ في النجاح، بالإضافة إلى عدد من النواب السابقين الذين لم يشاركوا في الانتخابات الحالية مثل (محمد الرياطي، ديمة طهبوب، معتز أبو رمان، خالد الفناطسة، عبدالله العكايلة، خالد رمضان، قيس زيادين، حياة المسيمي، عدنان أبو ركبة، مريم اللوزي، قصي الدميسي، مصطفى ياغي، وخالد البكار).كما لم يترشح للمجلس الحالي كل من (عاطف الطراونة، صداح الحباشنة، غازي الهواملة، وطارق خوري).وترشح إلى الانتخابات النيابية الحالية، 92 نائبا من المجلس السابق، تمكن 16 منهم فقط من الوصول إلى البرلمان التاسع عشر.
لم يعد أي من النواب السابقين من الدوائر الإنتخابية في الطفيلة ومادبا ومعان والسلط في محافظة البلقاء وبدو الجنوب وبدو الوسط وجرش وعجلون، باستثناء نائب كوتا هي صفاء المومني . بينما عاد النائب مجحم الصقور من الدائرة الرابعة - إربد وحابس الشبيب من دائرة بدو الشمال، واحمد الصفدي وصالح العرموطي من الدائرة الثالثة في عمان. واحتفظت الدائرة الأولى بعمان بنوابها اندريه عزوني وموسى أبو هنطش وخليل عطية وعبد الرحمن العوايشة.
أما كتلة الإصلاح فقد خسرت نوابا مثل هدى العتوم وديما طهبوب واحمد الرقب وعبدالله العكايلة، لينجح من هذه القائمة اعلاميان كانا يعملان في قناة فضائية واحدة وهما ينال فريحات وعمر العياصرة.
وترشح عن نقابة أطباء الأسنان في مجلس النواب الجديد، 3 أطباء أسنان هم هايل عياش عن المقعد المسيحي في دائرة الزرقاء الأولى، وفراس القضاة في دائرة عجلون ووائل رزوق عن المقعد المسيحي (الدائرة الثالثة – إربد).
كما خسر 13 إعلاميا في مختلف محافظات المملكة ترشحوا لخوض الإنتخابات وهم زيد السوالقة، نسرين أبو صالحة، مؤيد أبو صبيح، محمد عشيبات، عبد الحميد بني يونس، شادي الزيناتي، شادي سمحان، عطاالله الحنيطي، عساف الشوبكي، حسن صفيرة، ورولى الفرا الحروب.
كما فاز 6 من أعضاء كتلة الإصلاح النيابية إضافة إلى 8 مترشحين ينتمون إلى حزب الوسط الإسلامي في انتخابات مجلس النواب التاسع عشر وهو أعلى حزب أردني يحصد مقاعد في المجلس الحالي.
وكانت كتلة الإصلاح التابعة لحزب جبهة العمل الإسلامي قد رشحت أكثر من 40 مترشحا وفازت بـ6 مقاعد في البرلمان. كما خسر مترشحو قائمة “معا” التي رفعت شعار الدولة المدنية، بالإضافة إلى خسارة للقائمة التقدمية التي تمثل أحزاب اليسار والأحزاب القومية.
ورشح ائتلاف الاحزاب القومية واليسارية ما مجموعه 48 مترشحا ومترشحة يمثلون الاحزاب الستة، وهي الوحدة الشعبية، الشعب الديمقراطي “حشد” والبعث العربي الاشتراكي والبعث العربي التقدمي والحركة القومية. وفاز عن الكوتا النسائية 15 سيدة تمثل كل واحدة منهن دائرة انتخابية في المملكة.
الملفت في انتخابات مجلس النواب التاسع عشر ان هناك عائلات حصدت مقعدين في المجلس وهي: الظهراوي والفايز والخلايلة والمومني والغويري والمجالي والحراسيس وابو صعليك والعدوان والخوالدة، وهو ما يؤكد وجود الصبغة العشائرية في المجلس تصويتا ونهجا.

## أعضاء المجلس
فيما يلي أعضاء مجلس النواب التاسع عشر وعددهم 130 نائب بالترتيب الأبجدي:
1. احمد إبراهيم القطاونه
2. احمد جميل عبدالقادر عشا
3. احمد عبدالعزيز احمد السراحنه
4. احمد محمد قاسم الخلايله
5. اسامه صقر عطيه القوابعه
6. اسامه نايف سالم الرحيل
7. اسلام صالح مدروش الطباشات
8. امغير عبدالله مغير الهملان
9. اندريه مراد محمود  حواري
10. أيمن نجيب يوسف المدانات
11. أيمن هزاع بركات المجالي
12. إسماعيل راشد عبود المشاقبه
13. أحمد محمد علي الصفدي
14. أسماء صالح محمود الرواحنه
15. أيوب عبدالكريم خميس خميس
16. آمال ضيف الله سليم البشير
17. بسام محمد مفلح الفايز
18. بلال محمد سالم المومني
19. توفيق عبدالله بخيث المراعيه
20. تيسير محمد هليل كريشان
21. جعفر محمود احمد ربابعه
22. جميل سالم سلامه الحشوش
23. حابس ركاد خليف الشبيب
24. حازم صالح صالح المجالي
25. حسن صلاح صالح الرياطي
26. حسين علي جريد الحراسيس
27. خالد احمد فالح الشلول
28. خالد خليل محمود البستنجي
29. خالد موسى عيسى أبو حسان
30. خلدون حسين علي الشويات
31. خلدون نواف احمد حينا
32. خليل حسين خليل عطية
33. خير عبدالله عياد أبو صعيليك
34. دينا عوني محمد البشير
35. ذياب شريتح عوده المساعيد
36. راشد محمد سليمان الشوحه
37. رائد اطعيمه موسى السميرات
38. رائد مصباح طلب رباع
39. رهق محمد سليمان الزواهره
40. روعه سليمان احمد الغرابلي
41. ريما محمد الخلف أبو العيس العموش
42. زهير سالم الحامد الدخل الله
43. زيد احمد علي العتوم
44. زينب سلامه سليمان الموسه
45. سالم حسني سالم العمري
46. سالم عبد الحميد سالم الضمور
47. سلامه علي سلمان البلوي
48. سليمان خليف عقله القلاب
49. سليمان موسى عطوه أبو يحيى
50. شادي عبدالله إبراهيم فريج
51. صالح ساري محمد أبو تايه
52. صالح عبدالجليل مرار الوخيان
53. صالح عبدالكريم شحادة العرموطي
54. صفاء عبدالله محمد المومني
55. ضرار علي محمود الحراسيس
56. ضرار قيصر عطاالله الداود
57. طالب محمد عبدالقادر الصرايره
58. طلال محمد عبدالوالي النسور
59. عارف منور عبدالرحمن السعايده
60. عائشه احمد محمد الحسنات
61. عبد الرحمن حسين محمد العوايشة
62. عبد علي محمد عليان
63. عبدالحليم مروان عبدالحليم الحمود
64. عبدالرحيم فلاح عبيدالله المعايعه
65. عبدالسلام احمد محسن الذيابات
66. عبدالسلام علي سليمان الخضير
67. عبدالكريم فيصل ضيف الله الدغمي
68. عبدالله علي خليل عواد
69. عبدالله منور احمد أبو زيد
70. عبدالمنعم صالح شحاده العودات
71. عبيد احمد عبيد ياسين
72. عبير عبدالله حريثان الجبور
73. عدنان يلدار الخاص مشوقه
74. عطا حسين إبراهيم ابداح
75. علي سالم فاضل الخلايلة
76. علي سليمان محمد الغزاوي
77. علي مدالله علي الطراونه
78. عماد زيدان عبد الحميد العدوان
79. عمر احمد محمد العياصره
80. عمر أنطوان عايد النبر
81. عمر محمود عقله الزيود
82. عوده رزق مرزوق النوايشه
83. عيد محمد رجا النعيمات
84. غازي احمد حسن البداوي
85. غازي عوده عويد السرحان
86. غازي مبارك احمد الذنيبات
87. فادي علي بركات العدوان
88. فايز إسماعيل محمد بصبوص
89. فايزه احمد حسين الشهاب
90. فراس احمد محمد القضاه
91. فراس جميل علي السواعير
92. فريد ثلجي فرحان حداد
93. فواز محمود مفلح الزعبي
94. ماجد محمد حسن الرواشده
95. مجحم حمد حسين الصقور
96. مجدي نورس جريس اليعقوب
97. محمد احمد خليف المرايات
98. محمد احمد محمود العبابنه
99. محمد إسماعيل علي السعودي
100. محمد تيسير عبدالقادر بني ياسين
101. محمد جميل محمد الظهراوي
102. محمد دياب عبدالرحمن جرادات
103. محمد سليمان عيسى الهلالات
104. محمد عقيل خطار الشطناوي
105. محمد علي امنيفي أبو صعليك
106. محمد عناد محمد الفايز
107. محمد عواد رجاء الخلايله
108. محمد عواد محمد العلاقمه
109. محمد موسى هلال الغويري
110. محمد يحيا محمد المحارمه
111. محمود إبراهيم محمد الفرجات
112. مرزا قاسم بولاد بولاد
113. مروه عبدالكريم عبد الحميد الصعوب
114. موسى علي محمد هنطش
115. ميادة إبراهيم مصطفى الشريم
116. ناجح محمد قبلان العدوان
117. نصار حسن سالم القيسي
118. نصار فالح إسماعيل الحيصه
119. نضال احمد علي الحياري
120. نمر عبد الحميد عبدالله السليحات
121. نواش عقله عطيه القواقزه
122. نواف فارس عليان الخوالدة
123. هاديه محمد الياس السرحان
124. هايل فريح جريس عياش
125. هيثم جريس عوده الزيادين
126. وائل موسى يوسف رزوق
127. يحيى حسين محمد عبيدات
128. يزن حسين سليمان الشديفات
129. يسار محمد عبدالوالي الخصاونه
130. ينال عبدالسلام نورالدين الفريحات

### الفائزات بالكوتا النسائية
| الرقم | المقعد | عدد اصوات المرشح | اسم المرشح                        | عدد اصوات القائمة | رقم القائمة | اسم القائمة      | الدائرة الإنتخابية | المحافظة       |
| ----- | ------ | ---------------- | --------------------------------- | ----------------- | ----------- | ---------------- | ------------------ | -------------- |
| 1     | مسلم   | 6356             | مياده ابرهيم مصطف ابراهيم         | 9368              | 1           | الإصلاح الوطني   | الأولى / العاصمة   | محافظه العاصمه |
| 2     | مسلم   | 9771             | امال ضيف الله سليم البشير         | 13901             | 4           | العدالة          | الثانية / إربد     | محافظه اربد    |
| 3     | مسلم   | 4341             | دينا عوني محمد البشير             | 9703              | 12          | الكرامة          | البلقاء            | محافظه البلقاء |
| 4     | مسلم   | 3235             | مروه عبد الكريم عبد الحميد الصعوب | 10625             | 12          | الإصلاح          | الكرك              | محافظه الكرك   |
| 5     | مسلم   | 3366             | عائشه احمد محمد الحسنات           | 4277              | 9           | البترا           | معان               | محافظه معان    |
| 6     | مسلم   | 3840             | رهق محمد سليم الزواهره            | 5546              | 12          | المستقبل الزرقاء | الثانية / الزرقاء  | محافظه الزرقاء |
| 7     | مسلم   | 5729             | ريما محمد الخلف أبو العيس         | 9026              | 5           | القدس عربية      | المفرق             | محافظه المفرق  |
| 8     | مسلم   | 1926             | اسلام صالح مدروش الطباشات         | 3009              | 2           | الميثاق          | الطفيلة            | محافظه الطفيله |
| 9     | مسلم   | 3566             | اسماء صالح محمد الرواحنه          | 4900              | 2           | الوفاء           | مادبا              | محافظه مادبا   |
| 10    | مسلم   | 3900             | فايزة احمد حسين الشهاب            | 13127             | 3           | أهل العزم        | جرش                | محافظة جرش     |
| 11    | مسلم   | 4817             | صفاء عبدالله محمد المومني         | 9891              | 1           | التعاون          | عجلون              | محافظه عجلون   |
| 12    | مسلم   | 2655             | روعه سليمان احمد الغرابلي         | 4135              | 4           | النشامى          | العقبة             | محافظه العقبه  |
| 13    | مسلم   | 4708             | هاديه محمد الياس السرحان          | 7715              | 9           | المؤاخاة         | بدو الشمال         | بدو الشمال     |
| 14    | مسلم   | 2998             | عبير عبدالله حريثان الجبور        | 6446              | 11          | النشامى          | بدو الوسط          | بدو الوسط      |
| 15    | مسلم   | 6814             | زينب سلامه سلمان الموسه           | 14502             | 4           | الوفاء           | بدو الجنوب         | بدو الجنوب     |

### انتخاب رئيس المجلس
في 12 ديسمبر 2020 بدأ أعضاء مجلس النواب بانتخاب رئيس المجلس وأعضاء المكتب الدائم. حيث ترشح لموقع الرئيس نائبان هما عبدالمنعم العودات ومحمد عناد الفايز، في حين غاب النائب عبدالكريم الدغمي عن الجلسة بعد أن أعلن سابقا عن نيته خوض الانتخابات. أما النائب خير أبو صعيليك فقد أعلن انسحابه من الانتخابات بعد أن أبدى سابقا رغبته بالترشح. فاز عبد المنعم العودات برئاسة مجلس النواب على منافسه محمد عناد الفايز بـ 84 صوتا مقابل 26 للفايز 

### أعضاء المكتب الدائم
- عبدالمنعم صالح شحادة العودات الرئيس
- احمد محمد علي الصفدي نائب الرئيس الأول
- هيثم جريس عودة الزيادين نائب الرئيس الثاني
- يزن حسين سليمان الشديفات مساعد الرئيس
- دينا عوني محمد البشير مساعد الرئيس